# Mauvaise Influence
 (janvier 2022).
Ne doit pas être confondu avec Bad Influence (film, 1990).
Mauvaise influence (A Mother's Nightmare) est un téléfilm américain réalisé par Vic Sarin, et diffusé le 29 septembre 2012 sur Lifetime et en France le 18 mars 2013 sur TF1.

## Synopsis
À la suite d'une rupture sentimentale, Chris, un jeune lycéen, est au fond du gouffre. Pourtant, de retour à l'école, le jeune homme fait la rencontre de Vanessa, une nouvelle élève. Tombé rapidement sous son charme, il exécute le moindre des ordres de cette dernière, jusqu'à se détourner de sa scolarité. Inquiète, la mère de l'adolescent va tout mettre en œuvre pour sauver Chris des griffes de Vanessa, qui s'avère être une jeune fille perturbée depuis le décès de sa mère lorsqu'elle était enfant...

## Fiche technique
- Titre original : A Mother's Nightmare
- Réalisation : Vic Sarin
- Scénario : Shelley Gillen
- Photographie : Vic Sarin
- Musique : Keith Power
- Pays : Canada (Colombie britannique)
- Durée : 87 minutes

## Distribution
- Annabeth Gish (VF : Véronique Augereau) : Maddie Stewart
- Jessica Lowndes (VF : Fily Keita) : Vanessa Redlann
- Grant Gustin (VF : Romain Redler) : Chris Stewart
- Sebastian Spence (VF : Eric Aubrahn) : Steve, le père de chris
- Madison Smith : Kale
- Courtney Paige Theroux (VF : Nathalie Bienaimé) : Cheryl
- Colin Lawrence (en) : Coach Brody
- Raphael Kepinski : Officier Brooks
- Christina Jastrzembska : Principal Overburt
- Burkely Duffield : Matt
- Dorothy Dalba : Jessica
- Samuel Patrick Chu : Cam
- Erica Carroll : Lynn
- Aren Buchholz : Jake
- Eric Breker : Détective Harcroft
- Jay Brazeau (VF : Gilbert Lévy) : Donald Mojan

## Suite
Une suite de ce téléfilm est sortie en 2018 sous le nom Dangereuse influence (A Father's Nightmare). L'histoire se passe 5 ans après les événements du premier téléfilm. Vanessa (Jessica Lowndes) manipule sa colocataire Lisa (Kaitlyn Bernard) , élève en première année de gymnastique. Fragilisée par la disparition de sa mère, Vanessa va tenter de la pousser au suicide,...